# 라구나블랑카 (칠레)
라구나블랑카(스페인어: Laguna Blanca)는 칠레 마가야네스 이 안타르티카칠레나 주 마가야네스 현의 코무나이다.